# Літтл-Шют (Вісконсин)
Літтл-Шют (англ. Little Chute) — селище (англ. village) в США, в окрузі Автаґемі штату Вісконсин. Населення — 11 619 осіб (2020).

## Географія
Літтл-Шют розташований за координатами 44°17′21″ пн. ш. 88°18′59″ зх. д. / 44.28917° пн. ш. 88.31639° зх. д. (44.289295, -88.316417).  За даними Бюро перепису населення США в 2010 році селище мало площу 14,30 км², з яких 13,38 км² — суходіл та 0,92 км² — водойми. В 2017 році площа становила 15,10 км², з яких 14,21 км² — суходіл та 0,89 км² — водойми.

## Демографія
Згідно з переписом 2010 року, у селищі мешкало 10 449 осіб у 4207 домогосподарствах у складі 2848 родин. Густота населення становила 731 особа/км².  Було 4376 помешкань (306/км²).
Расовий склад населення:
| - 94,8 % — білих - 0,9 % — азіатів - 0,7 % — корінних американців - 0,7 % — чорних або афроамериканців - 1,5 % — осіб інших рас |

До двох чи більше рас належало 1,3 %. Частка іспаномовних становила 3,1 % від усіх жителів.
За віковим діапазоном населення розподілялося таким чином: 24,5 % — особи молодші 18 років, 63,2 % — особи у віці 18—64 років, 12,3 % — особи у віці 65 років та старші. Медіана віку мешканця становила 37,0 року. На 100 осіб жіночої статі у селищі припадало 98,5 чоловіків;  на 100 жінок у віці від 18 років та старших — 95,0 чоловіків також старших 18 років.
Середній дохід на одне домашнє господарство  становив 66 965 доларів США (медіана — 57 176), а середній дохід на одну сім'ю — 75 614 долари (медіана — 67 301). Медіана доходів становила 51 337 доларів для чоловіків та 36 313 долари для жінок. За межею бідності перебувало 6,8 % осіб, у тому числі 10,5 % дітей у віці до 18 років та 5,5 % осіб у віці 65 років та старших.
Цивільне працевлаштоване населення становило 5813 осіб. Основні галузі зайнятості: виробництво — 22,2 %, освіта, охорона здоров'я та соціальна допомога — 18,7 %, роздрібна торгівля — 12,5 %, мистецтво, розваги та відпочинок — 9,2 %.